# Verkhni Txekon
Verkhni Txekon - Верхний Чекон (rus) - és un khútor del krai de Krasnodar, a Rússia. Es troba a la vora esquerra del riu Txekon, afluent del Kuban. És a 26 km al nord-est d'Anapa i a 114 km a l'oest de Krasnodar.
Pertany al poble de Iurovka.